# جاك جويس (محامي)
جاك جويس (بالإنجليزية: Jack Joyce)‏ هو محامي أمريكي، ولد في 1943، وتوفي في 27 مايو 2014 في هونولولو في الولايات المتحدة.